# Pennalithus suguroi
Espèce
Pennalithus suguroi est une espèce d'araignées aranéomorphes de la famille des Phrurolithidae.

## Distribution
Cette espèce est endémique de la préfecture de Nagasaki au Japon,. Elle se rencontre à Tsushima-shi.

## Description
La femelle holotype mesure 3,00 mm et la femelle paratype 3,25 mm.

## Étymologie
Cette espèce est nommée en l'honneur de Tatsumi Suguro.

## Publication originale
- Kamura, 2021 : « Three new genera of the family Phrurolithidae (Araneae) from East Asia. » Acta Arachnologica, vol. 70, no 2, p. 117-130 (texte intégral).